# Sex des Branlettes
Sex des Branlettes är en bergstopp i Schweiz. Den ligger i distriktet Aigle och kantonen Vaud, i den sydvästra delen av landet, 80 km söder om huvudstaden Bern. Toppen på Sex des Branlettes är 2 621 meter över havet.